# 1388
- Wikisource

| Calendário gregoriano                                                        | 1388 MCCCLXXXVIII                                     |
| Ab urbe condita                                                              | 2141                                                  |
| Calendário arménio                                                           | 837 – 838                                             |
| Calendário bahá'í                                                            | -456 – -455                                           |
| Calendário budista                                                           | 1932                                                  |
| Calendário chinês                                                            | 4084 – 4085 Início a 8 de fevereiro (aproximadamente) |
| Calendário copta                                                             | 1104 – 1105                                           |
| Calendário etíope                                                            | 1380 – 1381                                           |
| Calendários hindus - Vikram Samvat - Calendário nacional indiano - Cáli Iuga | 1443 – 1444 1309 – 1310 4488 – 4489                   |
| Calendário Holoceno                                                          | 11388                                                 |
| Calendário islâmico                                                          | 790 – 791                                             |
| Calendário judaico                                                           | 5148 – 5149                                           |
| Calendário persa                                                             | 766 – 767                                             |
| Calendário rúnico                                                            | 1638                                                  |
| Calendário solar tailandês                                                   | 1931                                                  |

1388 (MCCCLXXXVIII, na numeração romana) foi um ano bissexto do século XIV do Calendário Juliano, da Era de Cristo, e as suas letras dominicais foram  E e D (53 semanas), teve início a uma quarta-feira e terminou a uma quinta-feira.
| Ano completo                           |
| -------------------------------------- |
| Ano bissexto com início à quarta-feira |

## Eventos
- Início das obras de construção do Mosteiro da Batalha, em Portugal, dirigidas pelo arquitecto Afonso Domingues (até à sua morte em 1402) que desenhou o modelo original.
- Nascimento de Branca de Portugal, primeira filha de João I de Portugal e Filipa de Lencastre.

- Fundação de Colônia, cidade alemã.